# Леруа, Франк
Франк Леруа (фр. Franck Leroy; род. 12 января 1963, Булонь-сюр-Мер) — французский политический и государственный деятель, председатель регионального совета Гранд-Эста (с 2022).

## Биография
Родился 12 января 1963 в Булонь-сюр-Мер, в 1984 году получил степень магистра права в университете Лилля-II, в 1985 году — диплом DESS по государственному управлению и внутреннему публичному праву в университете Пантеон-Сорбонна, в 1987 году окончил Институт политических исследований (Париж) по специальности «информация и коммуникации». В 1983—1986 годах работал парламентским помощником сенатора от Па-де-Кале Анри Элби. В 1990—1995 годах руководил канцелярией депутата Бернара Стази, в 1996—2000 годах — канцелярией депутата Франсуа Баруэна. В 1995—2000 годах занимал должность помощника мэра Эперне, занимаясь вопросами урбанизма и финансами, с 9 мая 2000 года — мэр Эперне. В 2005—2007 годах занимался юридической практикой в адвокатском бюро, с января 2008 года состоит в адвокатской палате Шалон-ан-Шампань при апелляционном суде Реймса.
13 января 2023 года голосами 96 депутатов регионального совета Гранд-Эста против 34 депутатов, поддержавших кандидата от Национального объединения Лорана Жакобелли, избран председателем регионального совета после отставки Жана Роттнера.